# I liga polska w unihokeju mężczyzn 2004/2005
I liga polska w unihokeju mężczyzn 2004/2005 - 8. edycja najwyższych w hierarchii rozgrywek ligowych polskiego klubowego unihokeja w Polsce. W sezonie zasadniczym rozegrano 14 kolejek spotkań. Organizatorem rozgrywek był Polski Związek Unihokeja.

## Tabela sezonu zasadniczego

### Grupa A
| Lp. | Drużyna                    | M  | Z  | R | P  | G+  | G-  | Pkt |
| --- | -------------------------- | -- | -- | - | -- | --- | --- | --- |
| 1.  | Szarotka Nowy Targ         | 14 | 14 | 0 | 0  | 171 | 39  | 28  |
| 2.  | KS Górale Nowy Targ        | 14 | 10 | 0 | 4  | 119 | 74  | 20  |
| 3.  | UKS Absolwent Siedlec      | 14 | 10 | 0 | 4  | 107 | 88  | 20  |
| 4.  | TKKF Pionier Jadberg Tychy | 14 | 7  | 2 | 5  | 90  | 100 | 16  |
| 5.  | Kings Biala Podlaska       | 14 | 6  | 1 | 7  | 94  | 95  | 13  |
| 6.  | UKS Orły Suwałki           | 14 | 4  | 1 | 9  | 78  | 105 | 9   |
| 7.  | Orleta Stromiec            | 14 | 1  | 1 | 12 | 51  | 130 | 3   |
| 8.  | Slupsk                     | 14 | 1  | 1 | 12 | 44  | 123 | 3   |